# ProCredit Bank Deutschland
Die ProCredit Bank AG ist ein Kreditinstitut mit Sitz in Frankfurt am Main und ein 100%iges Tochterunternehmen der ProCredit Holding AG. Sie unterstützt die ProCredit Gruppe weltweit in verschiedenen Geschäftsbereichen und bietet Bankdienstleistungen für kleine und mittelständische Unternehmen (KMU) sowie für Privatpersonen. Die ProCredit Bank Deutschland ist die jüngste Bank der ProCredit Gruppe, die vor allem in Südost- und Osteuropa sowie in Ecuador tätig ist.
Die Aufnahme des Kundengeschäfts in Deutschland erfolgte im März 2013.

## Geschäftsmodell
Die ProCredit Bank in Deutschland stellt Finanzdienstleistungen für die ProCredit Banken weltweit bereit und bietet gleichzeitig Privat- und Firmenkunden in Deutschland eine Plattform für ein Engagement in Südost- und Osteuropa sowie Ecuador mit dem Fokus auf KMU.
Die ProCredit Bank verfügt über eine Ausschlussliste für Aktivitäten, die nicht finanziert werden. Sie berücksichtigt bei ihrer Kreditvergabe auch Umweltrisiken, die in dem Umweltmanagementsystem (UMS) der Gruppe definiert sind. Das UMS ist ein fester Bestandteil der Unternehmensstrategie aller ProCredit Banken und orientiert sich an sozialen sowie ökologischen Aspekten und verfolgt einen Drei-Säulen-Ansatz. Dieser besteht aus dem internen Umweltmanagement (Säule I), der Bewertung von Umwelt- und Sozialrisiken bei der Kreditvergabe (Säule II) und „Green Finance“ (Säule III), die die Förderung grüner Kredite in Süd- und Osteuropa beinhaltet und den strategischen Schwerpunkt zur Finanzierung von Projekten in den Bereichen Energieeffizienz und erneuerbare Energien bildet.
Innerhalb der ProCredit Gruppe ist die ProCredit Bank in Deutschland auch eine Servicebank für die anderen ProCredit-Banken. Sie unterstützt das Liquiditätsmanagement und die Finanzierung der Banken der ProCredit Gruppe.
Die ProCredit Bank unterliegt der deutschen gesetzlichen Einlagensicherung. Weiterhin ist sie dem Einlagensicherungsfonds des Bundesverbands deutscher Banken angeschlossen. Dadurch erhöht sich die Sicherungsgrenze auf 12.945.000 Euro pro Kunde.

## Eigentümer
Die Anteile der Bank werden zu 100 Prozent von der in Frankfurt ansässigen ProCredit Holding (PCH) gehalten, die ein börsennotiertes Unternehmen und zudem die Muttergesellschaft der ProCredit Gruppe ist. Wichtige Eigentümer der ProCredit Holding sind die Zeitinger Invest GmbH gemeinsam mit der ProCredit Staff Invest GmbH & Co KG. Die Zeitinger Invest GmbH entstand im Jahr 2016 und ging aus der Internationale Projekt Consult GmbH (IPC) hervor. Das Unternehmen ist Anteilseigner sowie strategischer und unternehmerischer Motor der ProCredit Gruppe. In der ProCredit Staff Invest sind Ersparnisse von Mitarbeitern der ProCredit Gruppe investiert.
Weitere wichtige Gesellschafter sind die deutsche staatliche Förderbank Kreditanstalt für Wiederaufbau (KfW) und die International Finance Corporation (IFC, ein Unternehmen der Weltbank-Gruppe) sowie die DOEN Participaties. Außerdem sind verschiedene langfristig und an Entwicklung orientierte Kapitalanlagegesellschaften Gesellschafter der Holding.

## Bankenaufsicht
Seit der Erteilung der Banklizenz für die ProCredit Bank in Deutschland steht die ProCredit Bankengruppe weltweit unter konsolidierter Aufsicht durch die Bundesanstalt für Finanzdienstleistungsaufsicht (BaFin) und die Deutsche Bundesbank. Dafür wurden das gruppenweite Risikomanagement sowie ein für alle Länder vereinheitlichtes Berichtswesen gemäß den deutschen regulatorischen Anforderungen eingerichtet.